# Antifonte (poeta)
Antifonte (in greco antico: Ἀντιφῶν?, Antiphôn; V secolo a.C. – dopo il 406 a.C.) è stato un poeta e tragediografo greco antico, che va considerato differente dall'oratore Antifonte, morto nel 411 a.C.

## Biografia
Antifonte visse alla corte di Dionisio I di Siracusa (406/5 - 367 a.C.), dove scrisse alcuni drammi con il tiranno. Fu condannato a morte da Dionisio stesso, secondo alcuni (Plutarco, Vita dei filosofi, I, 15, 3) perché utilizzò espressioni sarcastiche nei confronti del tiranno, secondo altri (Aristotele, Retorica, II, 6) perché aveva censurato le composizioni di Dionisio. Delle sue opere si conoscono alcuni titoli:
- Meleagro (Μελέαγρος)
- Andromaca (Ἀνδρομάχη)
- Medea (Μήδεια)
- Giasone (Ἰάσων)
- Filottete (Φιλοκτήτης)